# Vostok (kosmická loď)
Vostok byla sovětská kosmická loď na jejíž palubě letěl do vesmíru 12. dubna 1961 první kosmonaut Jurij Gagarin.
Kosmická loď byla součástí programu Vostok, v jehož rámci proběhlo v letech 1961–1963 šest pilotovaných kosmických letů. Další dva lety poté proběhly v letech 1964 a 1965, tehdy letěla upravená verze Vostoku, kosmická loď Voschod. Ve druhé polovině 60. let byla loď Vostok nahrazena loděmi typu Sojuz, která se v různých modifikacích využívá i v roce 2020.

## Vývoj
Vývoj kosmické lodi Vostok začal koncem padesátých let 20. století. V té době začal vývoj platformy pro optické snímkování země v rámci špionážního programu Zenit. Protože se Zenit po několikadenní misi navracel s naexponovanými snímky na zemi, podobně jako u potencionálně pilotované mise, došlo konstruktérům, že toto dvojí určení lodě je rozhodující pro zisk podpory vedení komunistické strany Sovětského svazu k vývoji lodi Vostok.
Na vývoji lodi se podílelo přes 7000 inženýrů a techniků, 123 organizací a 36 závodů.
Základní konstrukce lodě Vostok zůstala používána více než 40 let a postupně byla upravována pro mnoho družic, od výše zmíněných Zenitů řad 2, 4, 6, 8, přes pilotovaný Vostok a Voschod, vědecké Resurs a Foton až k biologickým experimentálním satelitům Bion. Do začátku 21. století mají pilotované i bezpilotní lodi na bázi této platformy absolvováno přes 800 kosmických letů. Jedná se tak bezkonkurenčně o nejčastěji používané vesmírné návratové těleso.

## Popis lodi

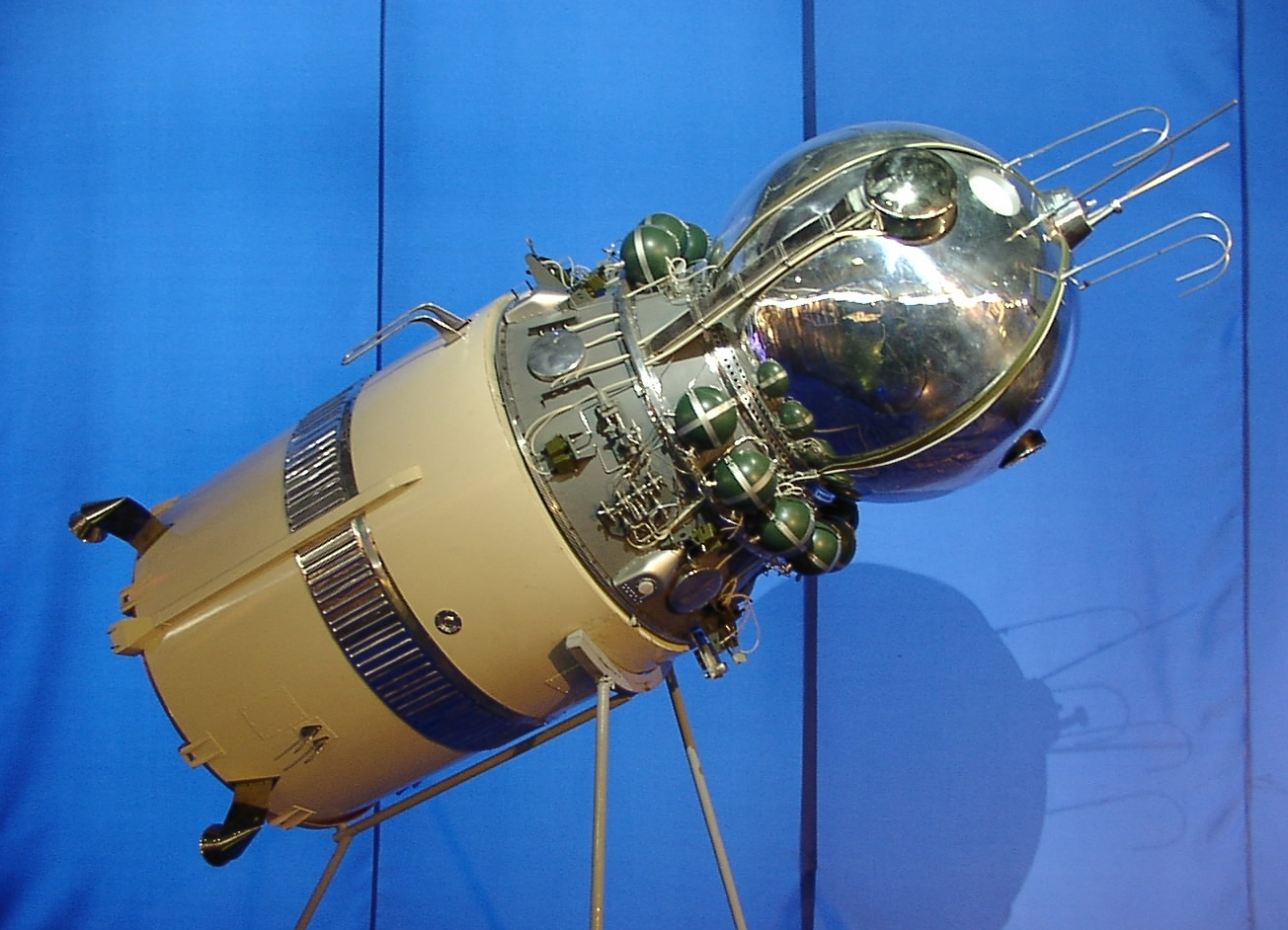
Model kosmické lodi Vostok se třetím stupněm

Délka lodi byla 4,4 m, maximální průměr 2,43 m. Hmotnost činila 4730 kg, nicméně u jednotlivých letů se mírně odlišovala. Loď se skládala z návratového modulu sférického tvaru o průměru 2,3 metru a hmotnosti 2,46 tuny a dále kuželovitého servisního modulu o hmotnosti 2,27 tuny, délce 2,25 metru a šířce 2,43 metru. Vzhledem k režimu utajování, původně nebyly zveřejněny podrobnější informace o lodi. Nebyl znám ani její vzhled, ten byl veřejnosti představen až v roce 1965 kdy byla na výstavě v Moskvě představena loď společně s posledním stupněm nosné rakety se kterým byla dlouhá 7,5 m.

### Návratový modul
V návratové části bylo místo pro kosmonauta oblečeného po celou dobu letu do ochranného skafandru SK-1 a usazeného v katapultovacím křesle. Dále se zde nacházely přístroje pro udržování životních podmínek, komunikaci atd. V bočních schránkách byl uložen padákový systém. Vstup do kabiny byl uzavřen poklopem o průměru 120 cm. Druhý přístup stejných rozměrů byl v kabině na schránce s padáky. Poslední vstup byl využíván pro servisní přístup k uvnitř umístěným zařízením. Součástí kabiny byla rovněž 2 kruhová okénka z žáruvzdorného skla, 1. na pravé straně a 2. v průlezu nad hlavou kosmonauta. Zvnějšku byly osazeny slunečními clonami, které mohl kosmonaut dle potřeby uzavírat. Nosná konstrukce kabiny byla vyrobena z hliníko-hořčíkové slitiny. Z vnitřního objemu modulu, který byl 5,2 m3, bylo obyvatelných 2,8 m3, po instalaci katapultovacího křesla a usazení kosmonauta se objem dále snížil až na 1,6 m3
Při návratu se kosmonaut z modulu ve výšce asi 7 km katapultoval a přistával na padáku. Samostatně přistával návratový modul, důvodem bylo, že dopadová rychlost modulu byla příliš vysoká (až 10 m/s) a kosmonautovi přítomném v návratovém modulu by hrozilo vážné zranění.
Katapultovací sedadlo sloužilo rovněž jako únikový prostředek pro případ selhání nosné rakety. To bylo v této rané fázi kosmického programu poměrně běžným jevem. Při havárii do 40 sekund po startu by se kosmonaut jednoduše samostatně katapultoval a přistál na padáku v blízkosti kosmodromu. Při havárii do 150 sekund po startu by o katapultáži rozhodovaly pozemní jednotky. Při selhání rakety v pozdější fázi letu by došlo ke kompletnímu odpojení kosmické lodě.

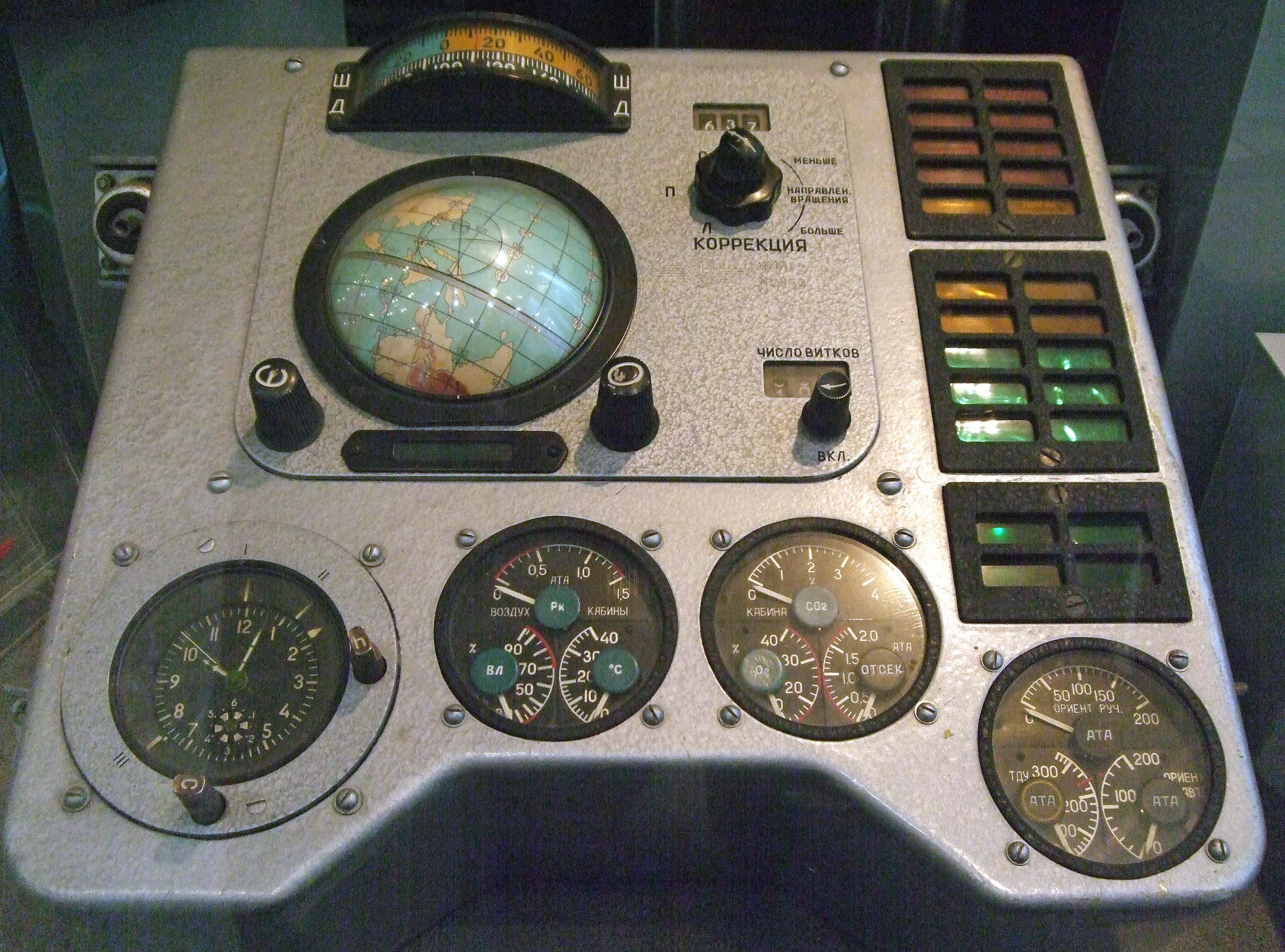
Hlavní ovládací panel lodi s dominujícím přehledovým globem

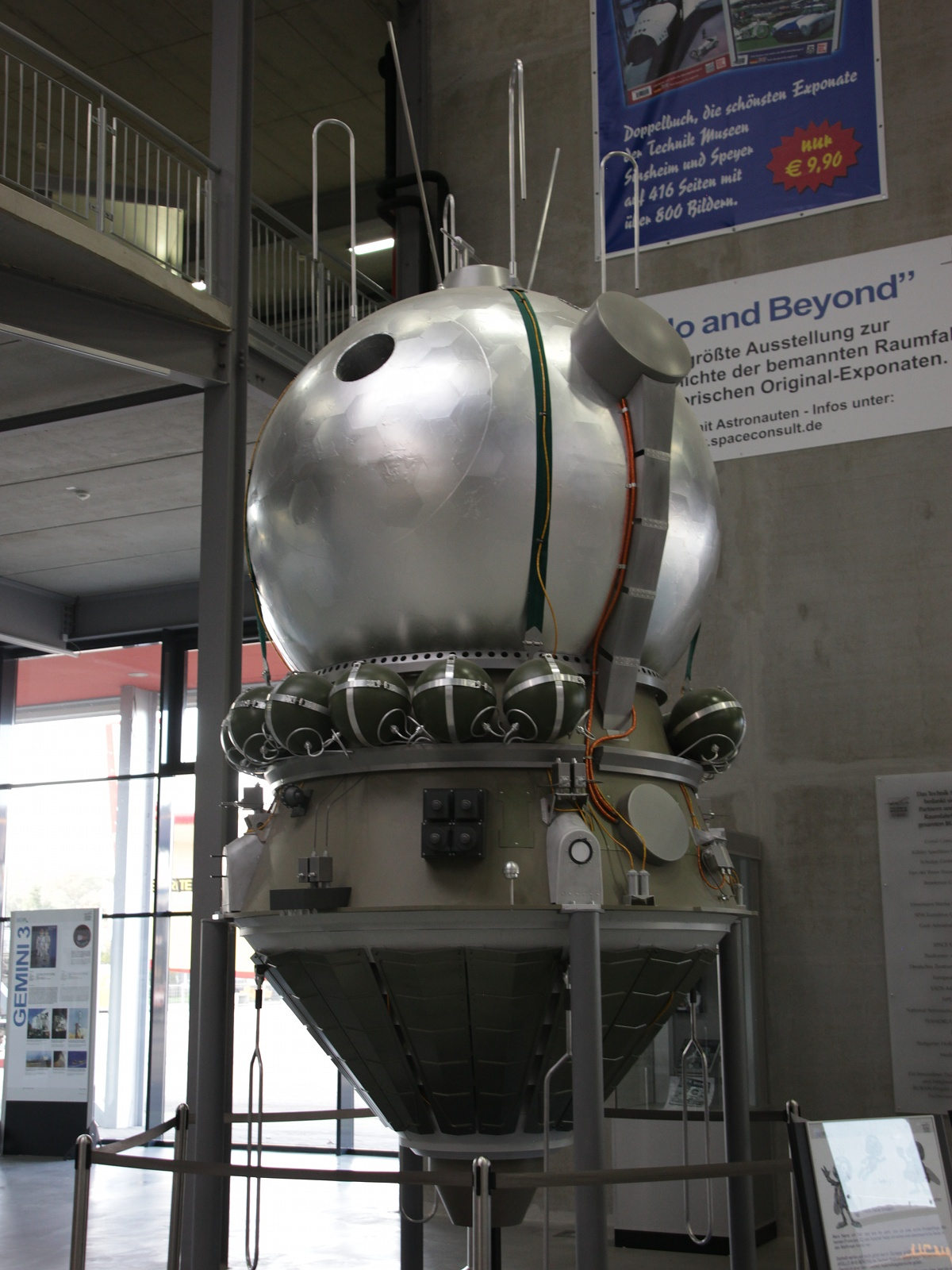
Loď Vostok

V kabině byla udržována atmosféra s tlakem a složením stejným jako na povrchu země. Teplota byla udržována v rozmezí 13 - 26 °C, vlhkost v rozmezí 51-57 %. O regeneraci vzduchu se staral systém na bázi Superoxidu Draselného (KO2), který pohlcoval dýcháním vyprodukovaný Oxid uhličitý (CO2) a zároveň chemickou reakcí uvolňoval kyslík (O2) pro dýchání. Ventilace skrze kosmonautův skafandr byla zajišťována ventilátory s průtočným množstvím 50 l/min. V případě narušení hermetičnosti kabiny byla na palubě zásoba stlačeného vzduchu pro zajištění 4 hodin podpory života.
Povrch modulu musel při svém návratu do zemské atmosféry odolat extrémním podmínkám, jeho teplota mohla dosáhnout až 3500 °C. Proto byl celý jeho povrch pokryt masivním tepelným štítem na bázi fenolo-formaldehydových pryskyřic podobných bakelitu. Tloušťka štítu se pohybovala od 3 cm až po 14 cm v nejexponovanějších místech. Povrch tepelného štítu byl scelen tenkou vrstvou fenolové pryskyřice s přídavkem azbestu a nakonec pokryt 5-úhelníkovými segmenty z tenké hliníko-hořčíkové fólie pro zvýšení odrazivosti tepelného záření. Kulový tvar modulu byl zvolen zejména proto, že díky vhodnému vnitřnímu rozložení hmotnosti a tedy polohy těžiště, nebylo nutné zajišťovat aktivní stabilizaci kabiny v závěrečné fázi letu. Ta se podobně jako badmintonový košík stabilizovala nejtěžší a zároveň tepelně nejodolnější částí napřed. Na vnější straně kabiny se rovněž nacházely antény pro komunikaci se zemí.
Vzhledem k tomu, že loď byla vyvinuta jako plně automatická a nepředpokládala se potřeba aktivní pilotáže, bylo přístrojové vybavení poměrně jednoduché. Loď postrádala plnohodnotnou gyroskopickou platformu nebo jakékoliv běžné letecké orientační přístroje. Pro zjištění orientace v prostoru sloužily jen jednoduché detektory slunce systému Grif a snímače úhlové rychlosti (zařízení systému DUS-L2).
Pro základní informace o letu a možnost základního ovládání byl kosmonaut vybaven dvěma jednoduchými přístrojovými panely. Pokročilejší a kritické funkce ovládání byly blokovány 3místným číselným kódem, který by byl v kritických situacích na pokyn řídícího letu odvysílán kosmonautovi ze Země rádiem.

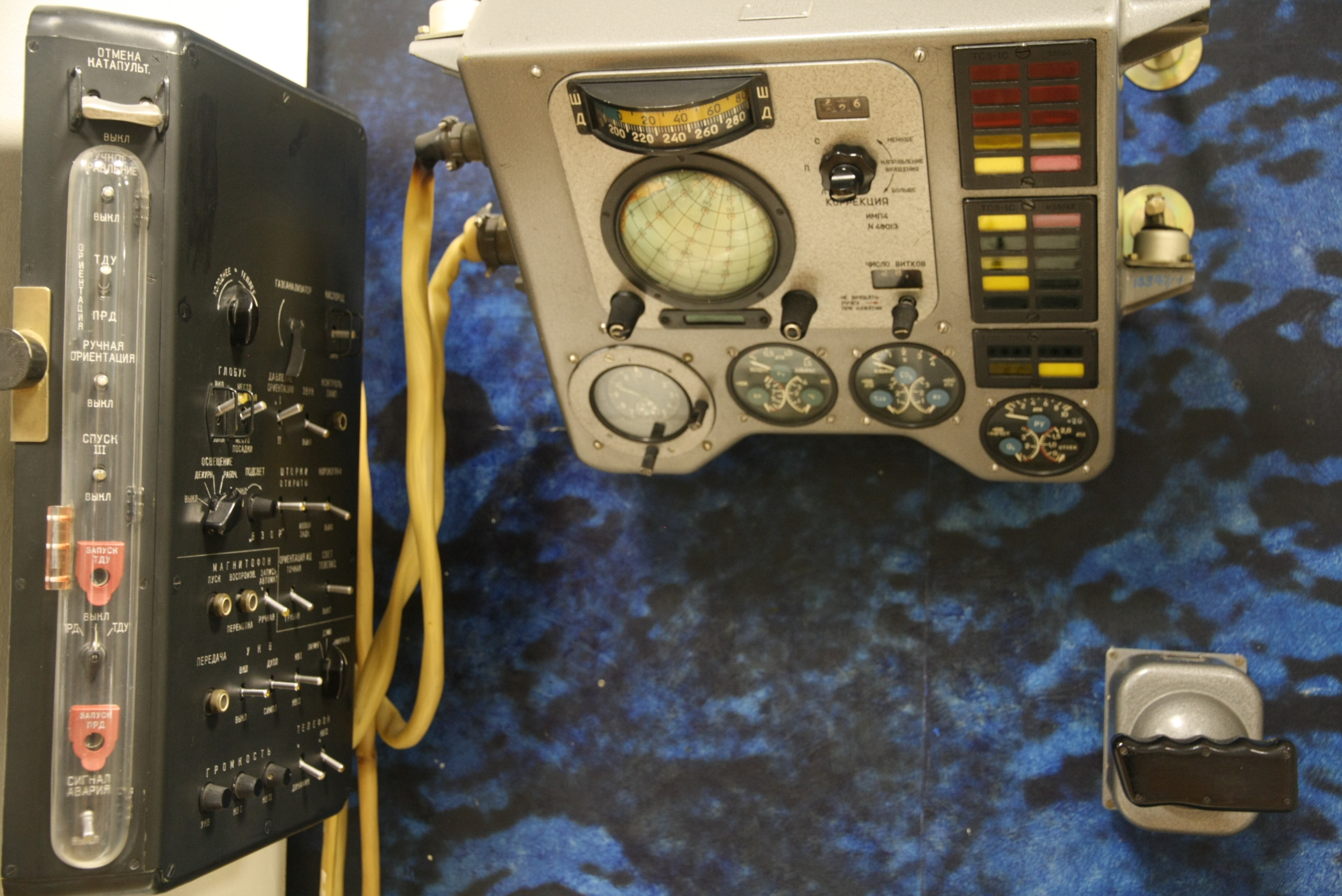
Boční ovládací konzole a centrální informační panel, vpravo joystick pro ovládání orientace lodi

Na hlavním indikačním panelu o rozměrech 40 x 38 cm, umístěném uprostřed kabiny, byly indikátory chybových stavů a fází letu, měřidla pracovních náplní a parametrů atmosféry. Dominoval zde kombinovaný přístroj IMS s miniaturním globusem, který zobrazoval průmět lodi na zemský povrch, případně mohl zobrazit předpokládané místo přistání. Výbavu doplňovaly palubní hodiny.
Na bočním panelu o rozměrech 47 x 33 cm po levé kosmonautově ruce bylo ovládání komunikace, hlavního motoru, teploty, ventilátoru a osvětlení. Pro změnu orientace lodi v prostoru měl kosmonaut k dispozici po pravé ruce jednoduchý joystick.
Uprostřed, pod hlavním panelem byl umístěn průzor palubního optického navigačního systému VZOR o průměru 25 cm, který sloužil jako optická pomůcka pro zorientování lodi v prostoru před zahájením brzdného manévru.
Součástí kabiny bylo rovněž komunikační vybavení pro spojení se zemí a krátkovlnný rozhlasový přijímač 3B-17 pro poslech pozemního rozhlasového vysílání. Kosmonaut byl za letu snímán televizní kamerou systému Topaz-10 umístěnou poblíž hlavního panelu, druhá kamera ho pak snímala z boku. Výbavu rovněž doplňoval palubní záznamový magnetofon.
K zajištění hygieny byl na palubě jednoduchý záchod pracující na principu podtlakového odsávání, předchůdce systému dodnes používaného na kosmických lodích Sojuz. Strava byla zajišťována prakticky výhradně formou tub s do kaše zpracovanou stravou. Denní výživová dávka byla kalkulována v rozmezí 2500 až 2700 kcal.

### Servisní modul
V servisním modulu se nacházel hlavní motor TDU-1 včetně pohonných látek pro zajištění návratu na zemi, termoregulační systém a baterie. Obě dvě části lodi byly po dobu letu spojeny prostřednictvím 4 pásových spojů. K oddělení docházelo až těsně před přistáním, kdy již servisní modul ukončil svoji činnost. V části mezi návratovým a servisním modulem byly na vnějšku lodi upevněny tlakové lahve se stlačeným vzduchem pro systém zabezpečení života a dále 12 lahví s tlakovým dusíkem pro systém orientace lodi. Trysky orientačního systému se nacházely na povrchu modulu.
Celkem loď Vostok obsahovala přes 6000 tranzistorů, 56 elektromotorů a cca 800 relé a spínačů.

## Varianty lodi
V rámci vývoje lodě bylo navrženo několik modelů Vostoku vedoucím až ke kosmické lodi.

### Vostok 1K
Prototyp kosmické lodě. Zajímavostí bylo osazení malých solárních panelů od kterých bylo u dalších modelů upuštěno.

### Vostok 2K
Loď určená k bezpilotnímu fotografování a průzkumu. Později přejmenována na špionážní satelit Zenit.

### Vostok 3KA
Tato verze byla použita pro lety s lidskou posádkou. První start bez posádky proběhl v březnu 1961 z kosmodromu Bajkonur, let s prvním kosmonautem Jurijem Gagarinem potom v dubnu 1961. Poslední let Vostok 6 s první ženou ve vesmíru Valentinou Těreškovovou proběhl v červnu 1963.
Oficiálně bylo ve vesmíru 11 lodí této verze, z toho 6 s posádkou a 5 v rámci bezpilotních ověřovacích testů.

## Specifikace lodi Vostok 3KA
- Celková hmotnost lodi Vostok: 4730 kg
- Celková Délka: 4,4 m
- Průměr (max.): 2,43 m
- Výdrž: zásoby pro 10denní let

Návratový modul (Vostok SA - Spuskayemay apparat, rovněž nazývaný "Sharik"):
- Osádka: 1
- Průměr sférické kabiny: 2,3 m
- Obyvatelný prostor: 2,8 m3
- Hmotnost celková: 2,460 kg
- Hmotnost tepelného štítu: 837 kg
- Hmotnost padákového systému: 151 kg
- Hmotnost katapultovacího křesla a zásob: 336 kg
- Hlavní padák vystřelován ve výši 2,5 km
- Kosmonaut katapultován ve výši 7 km
- Přetížení při balistickém návratu: až 9 g (88 m/s²)

Přístrojový modul (Vostok PA - Priborniy otsek):
- Délka: 2,25 m
- Průměr: 2,43 m
- Hmotnost: 2270 kg
- Orientační systém RCS:
  - Počet trysek: 16 trysek po 5 N (8 + 8 pro automatický resp. manuální režim. Vždy 2 pro bočení a klopení, 4 pro rotaci)
  - Pracovní tlak: 4 atm
  - Pracovní medium: 20 kg plynného Dusíku (N2)uložený v 12 tlakových nádobách (5 + 5 + 2 pro primární, sekundární a rezervní okruh)
- Hlavní pohon typu TDU-1 (motor typ S5.4):
  - Hmotnost systému vč. paliva: 397 kg
  - Tah: 1 x 15,83 kN + 4 vývody spalin pro vektorování tahu
  - Systém dodávky paliva: turbočerpadly s otevřeným cyklem
  - Pracovní látky: RFNA/amine
  - Množství paliva: 275 kg
  - Specifický impuls Isp: 266 s (2,61 kN·s/kg)
  - Pracovní tlak: 5,6 MPa
  - Směšovací poměr: 3,07
  - Doba chodu: typický zážeh trval 45 sekund
  - Manévrovací schopnost - delta v: 155 m/s
- Elektrický systém: Baterie
- Průměrná spotřeba: 0,20 kW
- Celková kapacita baterií: 24,0 kW·h

## Průběh letu

### Start
Loď Voskok byla vynášena stejnojmennou nosnou raketou, která vznikla doplněním 3. stupně k původně vojenské raketě R-7.
Jeden problém, který nebyl nikdy vyřešen byla potenciální havárie do 20 sekundy po startu, kdy by v případě katapultáže kosmonauta nebyl dostatek času k rozvinutí padáku. Kolem startovní rampy z níž startovaly lodě Vostok byly umístěny sítě, které by teoreticky mohly zachytit pád kosmonauta. Nicméně ve skutečnosti by zřejmě došlo k pádu kosmonauta příliš blízko explodující rakety. Havárie v úvodní fázi letu také mohla vést k tomu, že by se kosmonaut dostal v lodi do pozice z níž by se nemohl bezpečně katapultovat. Bylo tedy poměrně pravděpodobné, že by havárie v prvních 20 sekundách letu skončila smrtí kosmonauta, což dělalo velké starosti konstruktérovi Sergeji Koroljovovi.

### Orbitální let
Po oddělení od nosné rakety a po dobu letu nebyla loď aktivně stabilizována, nicméně se pomalu volně otáčela v prostoru.

### Návrat a přistání
Před přistávacím manévrem bylo potřeba provést zorientování lodi v prostoru tak, aby brzdící motor zajistil snížení orbitální rychlosti a umožnil tak následné přistání. K zajištění této orientace sloužil systém trysek na plynný dusík. Stabilizaci mohla loď provést v automatickém režimu s využitím infračervených senzorů slunce systému Grif, nebo manuálně kosmonaut s využitím optické navigační pomůcky VZOR. Brzdný manévr typicky trval 45 s a snižoval orbitální rychlost lodi o cca 155 m/s. Zhruba 10 s po dohoření brzdného motoru docházelo k pyrotechnickému oddělení obou hlavních sekcí lodi.
Správnost funkce návratového systému byla zcela zásadní pro návrat lodi a přežití pilota. Byla proto volena poměrně nízká oběžná dráha lodi tak, aby v případě selhání návratového systému kosmická loď samovolně vstoupila do atmosféry nejpozději po 10 dnech let. Kosmonaut měl dostatek vody, kyslíku a dalších zásob na palubě aby do této doby přežil. Návratový modul Vostoku zajišťoval po oddělení od motorové sekce svoji orientaci čistě pasivně, jen díky vhodnému umístění svého těžiště.
Úhel vstupu lodi do atmosféry se pohyboval okolo 2°. Vlastní brzdění o atmosféru začalo zhruba ve výši 100 km a přetížení průběžně narůstalo až k maximální hodnotě 9 G. Dálková přesnost přistání se měla pohybovat v rozsahu +175 km resp. -100 km oproti plánovanému bodu.
Ve výšce 7 km při rychlosti pádu cca 210 m/s byl pomocí pyrotechniky odstřelen hlavní poklop kabiny a po dvousekundové prodlevě byla provedena katapultáž kosmonauta. Ten nejprve klesal v křesle na stabilizačním padáku o ploše 2 m² a ve výši 4,5 km se od křesla oddělil a otevřel svůj hlavní padák o ploše 82,5 m². Bylo možno pouřít i záložního padáku o ploše 56 m².
Návratový modul přistál nepilotovaný na svém vlastním padáku o ploše 574 m², který se rozevíral ve výši okolo 2,8 km. Hlavní padák pro své rozvinutí rovněž využíval výtažného padáčku který byl vypouštěn ve výši 4,5 km.
Pro případ přistání do neznámého či nebezpečného terénu byl kosmonaut vybaven 43 kg vážící soupravou NAZ pro nouzové situace obsahující mimo jiné nafukovací člun, pistoli ráže 9 mm a vysílačku.

## Lety kosmických lodí Vostok
Do vesmíru bylo úspěšně vypuštěno šest pilotovaných lodí Vostok. Těm předcházelo 5 úspěšných testovacích letů nepilotovaných lodí, ty formálně patřili do programu Sputnik. Na palubě některých nepilotovaných lodí se nacházeli pokusní psi a biologické vzorky.

### Nepilotované lety
| Označení letu                 | Datum startu                   | Datum přistání               | Počet oběhů | Délka letu                 | Poznámka |
| ----------------------------- | ------------------------------ | ---------------------------- | ----------- | -------------------------- | --- |
| Sputnik 4 (Korabl-Sputnik 1)  | 15. května 1960, 00:00:05 UTC  | 5. září 1962                 |             | 2 roky a 113 dní           | Prototyp nosné rakety Vostok, která byla později použita pro vynesení prvního kosmonauta.                                                               |
| Sputnik 5 (Korabl-Sputnik 2)  | 19. srpna 1960, 08:44:06 UTC   | 20. srpna 1960 11:02:00 UT   |             | 1 den, 2 hodiny a 18 minut | Na palubě dva psi a zároveň první živí tvorové, kteří se navrátili z vesmíru: Strelka a Bělka. Návrat do atmosféry 20/21. 5. Druhý prototyp lodi Vostok |
| Sputnik 6 (Korabl-Sputnik 3)  | 1. prosince 1960, 07:30:04 UTC | 2. prosince 1960 09:12:00 UT |             | 1 den, 1 hodina a 42 minut | Neúspěšný testovací let lodi Vostok. Na palubě dva psi Pčelka a Muška.                                                                                  |
| Sputnik 9 (Korabl-Sputnik 4)  | 9. března 1961, 06:29:00 UTC   | 9. března 1961 08:09:54 UT   | 1           | 1 hodina, 41 minut         | Testovací let lodi Vostok. Na palubě byl pes Černuška.                                                                                                  |
| Sputnik 10 (Korabl-Sputnik 5) | 25. března 1961, 05:54:00 UTC  | 25. března 1961 07:40:48 UT  | 1           | 1 hodina, 46 minut         | Poslední test kosmické lodi Vostok s figurínou kosmonauta 18 dní před startem Jurije Gagarina.                                                          |

### Pilotované lety
| Označení letu | Datum startu    | Posádka                              | Počet oběhů | Délka letu | Poznámka |
| ------------- | --------------- | ------------------------------------ | ----------- | ---------- | --- |
| Vostok 1      | 12. duben 1961  | Jurij Alexejevič Gagarin             | 1           | 1 h 48 m   | První pilotovaný vesmírný let |
| Vostok 2      | 6. srpen 1961   | German Stepanovič Titov              | 17          | 25 h 11 m  | |
| Vostok 3      | 11. srpen 1962  | Andrijan Nikolajev                   | 64          | 94 h 10 m  | Současný let společně s lodí Vostok 4                                                                                                 |
| Vostok 4      | 12. srpen 1962  | Pavel Romanovič Popovič              | 48          | 70 h 44 m  | Současný let společně s lodí Vostok 3                                                                                                 |
| Vostok 5      | 14. červen 1963 | Valerij Fiodorovič Bykovskij         | 81          | 118 h 57 m | Najdelší let jediného človeka do vesmíru. Současný let společně s lodí Vostok 6, kolem kterého proletěl v nejmenší vzdálenosti 5 km.. |
| Vostok 6      | 16. červen 1963 | Valentina Tereškovová – Nikolajevová | 48          | 70 h 41 m  | První žena ve vesmíru. Současný let společně s lodí Vostok 5                                                                          |